# Severus Sneep
Severus Sneep is in de Harry Potterboeken van J.K. Rowling een leraar op Zweinstein, de Britse tovenaarsschool. De Engelse naam van Sneep is Severus Snape. Zijn voornaam, Severus, betekent in het Latijn streng. Hij werd op school vaak spottend Secretus genoemd. Dit is eveneens een Latijns woord en betekent geheim(zinnig) en afgezonderd.

## Jeugd (1960-1978)
Severus Sneep is de zoon van de Dreuzel Tobias Sneep en de heks Ellen Prins. Hij woonde in Weverseind, vlak bij Lily en Petunia Evers. Op elfjarige leeftijd begon Severus Sneep aan zijn toveropleiding op Zweinstein, maar hiervoor was hij reeds goed bevriend met Lily. Hij werd ingedeeld bij de afdeling Zwadderich, Lily bij Griffoendor. Hij werd vaak gepest door Sirius Zwarts en James Potter. Lily Evers (later Potter, toen ze trouwde met James Potter) probeerde hem wel te helpen, maar Severus moest daar vaak niets van weten. Hij schold haar uit voor Modderbloedje (maar had daar later spijt van, omdat hij verliefd op haar was).
Sneep en zijn vrienden waren allemaal vastbesloten later Dooddoeners (volgelingen van Voldemort) te worden. Hij noemde zichzelf de Halfbloed Prins, wat raar was, want een Dooddoener was het liefst van zuiver bloed, hoewel ook halfbloeden toegelaten zijn, alleen kinderen van Dreuzels niet. Enkel zuiverbloeden zou ondoenlijk geweest zijn, want dan waren er bijna geen Dooddoeners geweest. Dooddoeners zijn er meestal ook niet trots op als ze geen zuiver bloed hebben, maar Sneep trok zich er niets van aan. Hij was een halfbloed tovenaar en zijn moeder heette Prins. Sneep excelleerde in het vak Toverdranken en vond ook enkele gevaarlijke spreuken uit die tot de Zwarte Kunst kunnen worden gerekend. Hoewel hij zeer goed was met Toverdranken ging zijn voorkeur altijd uit naar Duistere Magie, of de manier waarop leerlingen op Zweinstein daar kennis mee maken: Verweer tegen de Zwarte Kunsten.
Hij was een buitenbeentje en werd regelmatig gepest en vervloekt door James Potter en Sirius Zwarts (die hem 'Secretus' noemden). Ook zorgde Sirius Zwarts ervoor dat Sneep bijna oog in oog kwam te staan met de tot weerwolf getransformeerde Remus Lupos. James Potter redde toen echter zijn leven.

## Periode 1979-1981
Nadat Sneep zijn opleiding op Zweinstein had voltooid, besloot hij zich als Dooddoener aan te sluiten bij Heer Voldemort. In die functie luisterde hij het sollicitatiegesprek van Sybilla Zwamdrift bij Albus Perkamentus af. Tijdens dat gesprek uitte de zieneres Zwamdrift een profetie. Deze had betrekking op het feit dat Harry Potter of Marcel Lubbermans in staat zou zijn om Voldemort te verslaan, ook al werden hun namen niet genoemd. Sneep rapporteerde deze profetie aan Voldemort. Voldemort dacht dat de profetie op Harry sloeg, en om die reden vermoordde hij Harry's ouders (James en Lily Potter) en probeerde hij Harry te vermoorden. Sneep kreeg wroeging, en Perkamentus bood hem aan om als spion van de Orde van de Feniks in het kamp van Voldemort te gaan opereren om zijn geweten te verschonen. Sneep accepteerde dit. Perkamentus nam hem tevens aan als leraar Toverdranken, ook al wilde Sneep liever leraar Verweer tegen de Zwarte Kunsten worden. Sneep werd door de Wikenweegschaar (de hoogste tovenaarsrechtbank) berecht, maar niet gestraft voor zijn Dooddoenerschap dankzij het feit dat Perkamentus garant stond voor zijn "bekering". Hij genoot de bescherming van Perkamentus en wist zo uit Azkaban te blijven.

## Periode 1991-1997
In 1991 komt Harry Potter naar Zweinstein. Sneep geeft vanaf dat moment voortdurend blijk van zijn afkeer van Harry, omdat die hem doet denken aan zijn vader James, aan wie Sneep altijd een gruwelijke hekel had gehad. Wel redt Sneep tijdens een Zwerkbalwedstrijd Harry's leven. Volgens anderen doet hij dat omdat hij zelf ooit door James Potter gered is.
In juni 1995 herrijst Heer Voldemort. Enkele uren daarna voegt Sneep zich bij hem, omdat Voldemort nog steeds in de veronderstelling is dat Sneep een trouwe Dooddoener is, maar in werkelijkheid doet Sneep dit in opdracht van Albus Perkamentus om te gaan spioneren. In de zomer van 1996 legt Sneep een Onbreekbare Eed af aan de vrouw van Dooddoener Lucius Malfidus, Narcissa. Hij belooft haar dat hij de opdracht die Voldemort aan haar zoon Draco heeft gegeven zo nodig zal volbrengen. Deze opdracht blijkt het doden van Albus Perkamentus. Perkamentus weet dankzij Sneep over deze opdracht. Perkamentus is dan al vervloekt door een ring die door Voldemort is veranderd in een Gruzielement en heeft daardoor sowieso nog maar kort te leven. Sneep weet de vervloeking te beperken tot de hand van Perkamentus, maar hij vindt het wel bijzonder dwaas dat Perkamentus die gevaarlijke ring heeft geprobeerd om te doen. Sneep weet niets van de Gruzielementen (cf. HP DH). Perkamentus geeft Sneep de opdracht dat hij hem moet doden, en niet Draco. Na enkele mislukte pogingen krijgt Draco Malfidus een niet te missen kans om Perkamentus te doden. Hij blijft echter aarzelen om de opdracht van Voldemort te volbrengen. Sneep komt ten tonele en doodt Perkamentus. Sneep en Albus Perkamentus zijn op dat moment de enigen die van hun afspraak weten.

## Vanaf juni 1997
Eind 1997, wanneer Voldemorts grip op de tovenaarswereld toegenomen is, wordt Sneep benoemd tot schoolhoofd van Zweinstein, en worden verschillende Dooddoeners tot docent benoemd. De andere leraren en de meeste leerlingen verachten hem, maar in werkelijkheid beschermt hij de school en de leerlingen tegen de invloed van de Dooddoeners.
Sneep wordt in het zevende en laatste Harry Potter boek vermoord door Nagini, de slang van Voldemort. Dat komt doordat Voldemort denkt dat de Zegevlier, een van de Relieken van de Dood, Sneep als de rechtmatige bezitter ziet. Bij zijn overlijden geeft Sneep zijn herinneringen door aan Harry, die ze vervolgens met behulp van de Hersenpan op het kantoor van het oude schoolhoofd Albus Perkamentus allemaal bekijkt. Dan komt Harry te weten dat Sneep de hele tijd aan de kant van Perkamentus heeft gestaan. Harry komt ook te weten dat Sneep vroeger verliefd was op Lily Potter. Uit liefde voor Lily Potter verliet Sneep Voldemort en beloofde hij aan Perkamentus dat hij Harry zou beschermen. Omdat hij Voldemort verteld zou hebben dat Harry Potter of Marcel Lubbermans degene zou zijn die in staat zou zijn Voldemort te kunnen verslaan, waarna Voldemort de ouders van Harry heeft vermoord, gaat Severus Sneep voor Perkamentus werken als een soort van dubbelspion. Volgens het Ministerie van Toverkunst zou hij niet geschikt zijn voor een baan op Zweinstein, maar hij werd goedgekeurd door Albus Perkamentus en kreeg de baan van leraar Toverdranken.
Harry vernoemde later zijn tweede zoon (Albus Severus Potter) naar professor Sneep. Na zijn dood werd zijn portret niet meteen in het kantoor van het schoolhoofd gehangen, omdat hij was teruggetreden als schoolhoofd na zijn duel met professor Anderling, maar Harry zorgde ervoor dat het portret er kwam. Hij maakte tevens de heldendaden van Sneep bekend aan de buitenwereld.

## Achtergrond
Sneep komt vaak over als koud, sadistisch, sarcastisch en berekenend. Hij laat geen kans onbenut om leerlingen te bespotten of straf te geven. Hij is een bedreven tovenaar, vooral op het gebied van zwarte magie en toverdranken.
Rowling liet tijdens het schrijven van de serie expres maar erg weinig los over waar Sneeps loyaliteit nou werkelijk lag. Dit leidde meermaals tot discussies tussen fans, met name na "De Halfbloed Prins". Alleen aan acteur Alan Rickman, die Sneep speelt in de films, gaf ze informatie prijs over hoe Sneep zich zou ontwikkelen in de nog niet voltooide boeken. Rickman gebruikte deze voorkennis om te bepalen hoe hij bepaalde scènes in de films het beste kon spelen, maar zweeg over Sneeps ware aard tot het laatste boek uitgekomen was.